# Ciśnienie cząstkowe
Ciśnienie cząstkowe, ciśnienie parcjalne – ciśnienie, jakie wywierałby dany składnik mieszaniny gazów, gdyby w tej samej temperaturze sam zajmował objętość całej mieszaniny.
Ciśnienia cząstkowe można wyliczyć wykorzystując równanie Clapeyrona (prawo stanu gazu doskonałego):
{\displaystyle p_{i}={\frac {n_{i}}{V}}RT,}
gdzie:
{\displaystyle p_{i}} – ciśnienie cząstkowe składnika {\displaystyle i,}
{\displaystyle n_{i}} – liczność (liczba moli) składnika {\displaystyle i,}
{\displaystyle V} – objętość mieszaniny gazowej,
{\displaystyle R} – uniwersalna stała gazowa,
{\displaystyle T} – temperatura.
Ciśnienie całej mieszaniny k-składnikowej:
{\displaystyle p=\sum _{i=1}^{k}p_{i}={\frac {\sum _{i=1}^{k}n_{i}}{V}}RT={\frac {n}{V}}RT,}
gdzie:
{\displaystyle p} – ciśnienie mieszaniny,
{\displaystyle n} – liczba moli,
{\displaystyle k} – łączna liczność składników mieszaniny.
Dla gazów rzeczywistych, zwłaszcza pod wysokim ciśnieniem, zamiast ciśnienia należałoby używać aktywności ciśnieniowej (lotności gazu).